# El Poeta del Ruido
El Poeta del Ruido  es el primer álbum de estudio y álbum debut de la banda mexicana de rock: Decibel.
Ha sido uno de los pocos álbumes lanzados por Discos Orfeón fuera del contexto de la música mexicana tradicional, ya que este sello esta principalmente ligado a dicha escena y género.
El Poeta del Ruido se le considera como uno de los álbumes que más han representado a la escena del rock progresivo originado en México, cabe destacar que este álbum debido a que nunca fue de éxito comercial, en la actualidad está considerado como material de culto y buscado por los seguidores del rock progresivo.
Algunas reediciones las han realizado las discográficas independientes: Momia Records, Mio Records y Vam Records.

## Sonido
El sonido del álbum debido a la composición de las canciones, es difícil tener categorizado su sonido, pero el álbum se le ha catalogado un sonido más principalmente al avant-prog, pero igual otros seguidores de culto han dicho que se categoriza en sonidos como la improvisación libre, el avant-garde, la música experimental y la música de cámara aun así sin perder el sonido del rock progresivo tradicional.

## Lista de canciones
| El Poeta del Ruido |                        |          |  |
| N.º                | Título                 | Duración |  |
| 1.                 | «El Poeta del Ruido»   | 07:43    |  |
| 2.                 | «Orgón Patafisico»     | 08:08    |  |
| 3.                 | «Fakma»                | 03:36    |  |
| 4.                 | «El Fin de los Dodos»  | 03:52    |  |
| 5.                 | «Terapia de Faquirato» | 06:48    |  |
| 6.                 | «Manatí»               | 05:31    |  |
| 7.                 | «El Titosco»           | 01:54    |  |
| 37:32              |                        |          |  |

## Personal
Algunos instrumentos se tocaron en las ediciones especiales del álbum
- Jaime Castaneda - batería, percusión, violín, vocal de apoyo
- Carlos Robledo - teclados, trompeta, cintas, guitarra, flauta, marimba, percusión, vocal de apoyo
- Alejandro Sanchez - violín, clarinete, piano, bajo, trombón, percusión, vocal de apoyo
- Walter Schmidt - bajo, guitarra, órgano, flauta, saxofón, sintetizador, vocal de apoyo